# Пробудження (фільм, 1990)
«Пробу́дження» (англ. Awakenings) — американська біографічна кінодрама режисерки Пенні Маршалл, що вийшла 1990 року. У головних ролях Робін Вільямс, Роберт де Ніро, Джулія Кавнер.
Вперше фільм продемонстрували 12 грудня 1990 року у Каліфорнії, США, а в Україні у широкому кінопрокаті показ фільму не відбувався.

## Сюжет
1969 року психіатрична клініка наймає на роботу лікара-невролога Малкольма Сеєра, навіть попри відсутність практичного досвіду. Працюючи у лікарні, де пацієнти перебувають у напівкататонічному стані, лікар Сеєр завдяки своєму науковому досвіду винаходить експериментальний препарат. Ніхто не вірить у дієвість цих ліків, тому Малкольм Сеєр на свій страх і ризик випробовує його на одному з пацієнтів.

## У ролях
| Актор               | Персонаж          | Роль                      |
| ------------------- | ----------------- | ------------------------- |
| Робін Вільямс       | Малкольм Сеєр     | лікар-невролог            |
| Роберт де Ніро      | Леонард Лов       | пацієнт                   |
| Джулія Кавнер       | Елеонора Костелло | медсестра                 |
| Джон Герд           | Кауфман           | лікар                     |
| Пенелопа Енн Міллер | Паула             | донька одного з пацієнтів |
| Макс фон Сюдов      | Пітер Інгам       | лікар                     |
| Енн Міра            | Міріам            |                           |
| Декстер Гордон      | Роландо           |                           |
| Петер Стормаре      |                   | нейрохімік                |
| Він Дізель          |                   | санітар                   |

## Створення фільму

### Знімальна група
- Кінорежисер — Пенні Маршалл
- Сценарист — Стівен Заіллян
- Кінопродюсери — Лоуренс Ласкер і Волтер Ф. Паркс
- Виконавчі продюсери — Елліот Ебботт, Пенні Маршалл і Арне Шмідт
- Композитор — Ренді Ньюман
- Кінооператор — Мирослав Ондрічек
- Кіномонтаж — Беттл Девіс і Джеральд Б. Ґрінберґ
- Підбір акторів — Бонні Тіммерман
- Художник-постановник — Антон Ферст
- Артдиректори — Білл Грум
- Художник по костюмах — Синтія Флінт[6].

## Сприйняття

### Оцінки
Фільм отримав схвальні відгуки: Rotten Tomatoes дав оцінку 88 % на основі 33 відгуків від критиків (середня оцінка 6,7/10) і 89 % від глядачів зі середньою оцінкою 3,7/5 (54 676 голосів). Загалом на сайті фільми має схвальні оцінки, фільму зарахований «стиглий помідор» від кінокритиків і «попкорн» від глядачів, Metacritic — 74/100 (18 відгуків критиків) і 8,7/10 від глядачів (89 голосів). Загалом на цьому ресурсі від критиків і від глядачів фільм отримав схвальні відгуки, Internet Movie Database — 7,8/10 (94 467 голосів).

### Касові збори
Під час допрем'єрного показу у США, що розпочався 22 грудня 1990 року, протягом першого тижня фільм показали у 12 кінотеатрах і він зібрав $417 076. Під час прем'єрного показу у США, що розпочався 11 січня 1991 року, протягом першого тижня фільм показали у 1 282 кінотеатрах і він зібрав $8 306 532, що на той час дозволило йому зайняти 2 місце серед усіх прем'єр. Фільм зібрав у прокаті у США 52 096 475 доларів США (за іншими даними $51 636 504) при бюджеті 31 млн доларів США.

### Нагороди та номінації
Стрічка отримала 17 номінацій, з яких перемогла у 6-ти
| Деякі нагороди і номінації фільму «Пробудження» | Деякі нагороди і номінації фільму «Пробудження»             | Деякі нагороди і номінації фільму «Пробудження» | Деякі нагороди і номінації фільму «Пробудження» | Деякі нагороди і номінації фільму «Пробудження» | Деякі нагороди і номінації фільму «Пробудження» |
| Рік                                             | Кінопремія / Кінофестиваль                                  | Категорія / Нагорода                            | Номінант                                        | Результат                                       | Дж                                              |
| ----------------------------------------------- | ----------------------------------------------------------- | ----------------------------------------------- | ----------------------------------------------- | ----------------------------------------------- | ----------------------------------------------- |
| 1991                                            | 48-ма церемонія вручення нагороди «Золотий глобус»          | Найкраща чоловіча роль — драма                  | Робін Вільямс                                   | Номінація                                       | [ 11 ]                                          |
| 1991                                            | 62-га церемонія нагороди Національної ради кінокритиків США | Найкращий актор                                 | Роберт де Ніро і Робін Вільямс                  | Перемога                                        | [ 12 ]                                          |
| 1991                                            | 62-га церемонія нагороди Національної ради кінокритиків США | Найкращі десять фільмів                         | стрічка                                         | Перемога                                        | [ 12 ]                                          |
| 1991                                            | 63-тя церемонія вручення нагороди «Оскар»                   | Найкращий фільм                                 | Лоуренс Ласкер і Волтер Ф. Паркс                | Номінація                                       | [ 13 ]                                          |
| 1991                                            | 63-тя церемонія вручення нагороди «Оскар»                   | Найкраща чоловіча роль                          | Роберт де Ніро                                  | Номінація                                       | [ 13 ]                                          |
| 1991                                            | 63-тя церемонія вручення нагороди «Оскар»                   | Найкращий адаптований сценарій                  | Стівен Заіллян                                  | Номінація                                       | [ 13 ]                                          |

### Виноски
1. 1 2  Awakenings: Release Info (англ.). Internet Movie Database. Процитовано 14 листопада 2016.
2. 1 2  Box Office Information for Awakenings (англ.). The Wrap. Архів оригіналу за 17 серпня 2017. Процитовано 14 листопада 2016.
3. 1 2  Awakenings (англ.). Box Office Mojo. Процитовано 14 листопада 2016.
4. 1 2  Awakenings (1990) (англ.). The Numbers. Процитовано 14 листопада 2016.
5. ↑  Awakenings (1990) (англ.). AllMovie. Процитовано 14 листопада 2016.
6. ↑  Awakenings: Full Cast & Crew (англ.). Internet Movie Database. Процитовано 14 листопада 2016.
7. ↑  Awakenings (англ.). Rotten Tomatoes. Процитовано 14 листопада 2016.
8. ↑  Awakenings (англ.). Metacritic. Процитовано 14 листопада 2016.
9. ↑  Awakenings (англ.). Internet Movie Database. Процитовано 14 листопада 2016.
10. ↑  Awakenings: Awards (англ.). Internet Movie Database. Процитовано 17 листопада 2016.
11. ↑  Winners & Nominees 1991 (англ.). Hollywood Foreign Press Association (HFPA). Архів оригіналу за 23 червня 2016. Процитовано 17 листопада 2016.
12. ↑  1990 Award Winners (англ.). The National Board of Review. Архів оригіналу за 16 липня 2016. Процитовано 17 листопада 2016.
13. ↑  The 63rd Academy Awards (1991) Nominees and Winners (англ.). Academy of Motion Picture Arts and Sciences. Архів оригіналу за 2 листопада 2016. Процитовано 17 листопада 2016.